# Сюрреалистическая композиция
«Сюрреалистическая композиция» — картина испанского художника Сальвадора Дали, написанная в 1928 году. Хранится в Театре-музее Дали, в каталонском городе Фигерас. Картина была приобретена музеем из частной коллекции в рамках программы по существенному пополнению его коллекции, начатой ещё в 1991 году.
«Сюрреалистическая композиция» — первоначальное название картины, позднее она именовалась как «Мясо праздничной курицы». А в коллекции Театра-музея Дали она хранится как «Инаугуральная гусиная кожа».
Картина во многом предвосхищает художественные достижения Дали тридцатых годов. «Сюрреалистическую композицию» Дали демонстрировал Андре Бретону и кругу сюрреалистов. В картине заметно влияние художника-сюрреалиста Ива Танги: манера построения пространства, белёсые аморфные фигуры, будто плывущие по поверхности полотна.
По поводу цифр, изображённых на картине сам Дали писал в своём эссе 1938 года «Трагический миф Анжелюса Милле»:

Нумерация на моих картинах, видимо, отражает мой извечный интерес к стандартному метру. В июне 1927 года я написал статью "Святой мученик Себастьян" и напечатал в журнале "Л'Амик де лез артс". Лорка нашёл её самым лучшим поэтическим текстом из всех, которые он когда-либо читал. В этой статье я объяснял, как можно измерить боль святого Себастьяна. Так же, как измеряют температуру: с помощью термометра. Каждая новая стрела будет повышать на одно деление "градус" боли, плюсуясь к общему результату. Это было как раз в тот момент, когда сам он писал в своей "Оде": "Все желаннее форма, граница и мера. / Мерят мир костюмеры складным своим метром"40. В то время я увлекался самыми разными системами мер и весов, и цифры появлялись у меня повсюду. Уже тогда у меня возник интерес к стандартному метру, к числовому делению вещей.